# Косматаць
Косматаць (мак. Косматац) — село у Північній Македонії, входить до складу общини Куманово Північно-Східного регіону.
Населення — 2 237 осіб (перепис 2002).